# Varpusaari (ö i Kymmenedalen)
Varpusaari är en ö i Finland. Den ligger i Finska viken och i kommunen Vederlax i den ekonomiska regionen  Kotka-Fredrikshamn i landskapet Kymmenedalen, i den södra delen av landet. Ön ligger omkring 46 kilometer öster om Kotka och omkring 160 kilometer öster om Helsingfors.
Öns area är 20 hektar och dess största längd är 0,7 kilometer i sydöst-nordvästlig riktning. I omgivningarna runt Varpusaari växer i huvudsak blandskog.